# Veleposlaništvo Islamske republike Iran v Ljubljani
Veleposlaništvo Islamske republike Iran v Ljubljani (arabsko سايت سفارت جمهوری اسلامی ايران- لوبلیانا) je diplomatsko predstavništvo (veleposlaništvo) Islamske republike Iran, ki se nahaja v Ljubljani. 
Veleposlaništvo se je od 15. oktobra 2011 do 11. julija nahajalo v Austria Trend Hotel Ljubljana, potem pa so odprli veleposlaništvo na Tolstojevi ulici 8 v Ljubljani; novo veleposlaništvo je odprl minister za zunanje zadeve Islamske republike Iran Ali Akbar Salehi.
Veleposlaništvo je bilo odprto 15. oktobra 2010; prvi veleposlanik je postal Mohammad Rahim Aghaeipour.